# Myzomela
Myzomela là một chi chim trong họ Meliphagidae.
Đây là chi chim ăn mật lớn nhất, với 33 loài và phổ biến nhất về mặt địa lý. Phạm vi phân bố trải dài từ Indonesia đến Australia và vào các đảo của Thái Bình Dương đến tận Micronesia và Samoa.
Chi này được giới thiệu bởi các nhà tự nhiên học Nicholas Vigors và Thomas Horsfield vào năm 1827. Loại này là myzomela đỏ tươi (Myzomela sanguinolenta). 

## Các loài
- Myzomela adolphinae
- Myzomela albigula
- Myzomela blasii
- Myzomela boiei
- Myzomela caledonica
- Myzomela cardinalis
- Myzomela chermesina
- Myzomela chloroptera
- Myzomela cineracea
- Myzomela cruentata
- Myzomela dammermani
- Myzomela eichhorni
- Myzomela eques
- Myzomela erythrocephala
- Myzomela erythromelas
- Myzomela jugularis
- Myzomela kuehni
- Myzomela lafargei
- Myzomela malaitae
- Myzomela melanocephala
- Myzomela nigrita
- Myzomela obscura
- Myzomela pammelaena
- Myzomela pulchella
- Myzomela rosenbergii
- Myzomela rubratra
- Myzomela sanguinolenta
- Myzomela sclateri
- Myzomela tristrami
- Myzomela vulnerata
- Myzomela wakoloensis